# ميغومي هوندا
ميغومي هوندا مواليد 14 يوليو 1986، هي لاعبة كرة يد يابانية تلعب كجناح أيمن. مثلت منتخب اليابان لكرة اليد للسيدات.

## سجل المنافسة
شاركت في البطولات التالية:
- بطولة العالم لكرة اليد للسيدات 2013
- بطولة العالم لكرة اليد للسيدات 2015